# Библия (мини-сериал)
«Библия» (англ. The Bible) — американский мини-сериал из десяти эпизодов на основе содержания Библии, созданный и продюсируемый актрисой Ромой Дауни и её мужем Марком Барнеттом. Вышел в эфир в марте 2013 года на канале History.

## Сюжет

### Время действия
Согласно библейской хронологии и результатам исторических исследований, действия библейских событий, показанных в фильме, приходятся примерно на следующие исторические времена:
- XVIII век до н. э. — Авраам, Содом и Гоморра
- XIV век до н. э. и XIII век до н. э. — Моисей, Исход и Иисус Навин
- XII век до н. э. — Судьи, Самсон и Филистимляне
- XI век до н. э. и X век до н. э. — Израиль, Цари, Саул и Давид
- VI век до н. э. — Навуходоносор II и Вавилонский плен
- I век до н. э. — Римское господство в Иудее
- I век — рождение и жизнь Иисуса Христа

### Эпизоды
| № эпизода | Название и краткое содержание | Дата выхода в эфир |
| --------- | --- | ------------------ |
|           | |                    |
| 1         | Начало (Бытие) (англ. Beginnings) Ной рассказывает об истории Сотворения мира и грехопадения человека в Эдеме, находясь на борту ковчега (Бытие 6-8); Бог избирает Аврама и переименовывает его в Авраама; Агарь рожает Измаила (Быт. 16); Сарра рожает Исаака (Быт. 21); Испытание Авраама на верность (Бытие 22); Два ангела в городах Содома и Гоморры (Быт. 19); Моисей узнает что он еврей, Моисей убивает солдата и бежит из Египта (Исход 2)                                                                                 | 3 марта 2013       |
|           | |                    |
| 2         | Исход (англ. Wendigo) Бог говорит с Моисеем через горящий куст (Исх. 3); Моисей возвращается в Египет; Десять казней египетских (Исход 7-11); Моисей выводит израильтян из Египта; Моисей проводит Израиль через Красное море (Исх. 14), Моисей получает десять заповедей на горе Синай (Исход 20); Иисус Навин становится лидером израильтян (Втор. 31; Иисус Навин1); Иисус Навин посылает шпионов в Иерихон; Уничтожение Иерихона.                                                                                               | 3 марта 2013       |
|           | |                    |
| 3         | Земля Обетованная (англ. Homeland) Иисус Навин завоевывает Иерихон (Иисус Навин 6 глава); Далила предает Самсона, героя израильтян, который сражался с филистимлянами (Судьи 16). | 10 марта 2013      |
|           | |                    |
| 4         | Царство (англ. Kingdom) Пророк Самуил помазал Саула первым царем Израиля (1 Царств 15); Саул завидует славе Давида, после победы Давида в битве с Голиафом (1 Царств 17); царь Давид возвещает золотой век для Израиля, но скоро соблазняется красотой Вирсавии, жены воина Урии (2 Царств 11), Бог прощает Давида, Соломон строит храм Божий в Иерусалиме (1.Kings 6). | 10 марта 2013      |
|           | |                    |
| 5         | Выживание (англ. Survival) Евреи находятся в рабстве в Вавилоне (Иер. 39); Седрах, Мисах и Авденаго отказались поклониться золотому истукану (Дан. 3); Даниила бросили в ров со львами, но вера в Бога спасает его от смерти (Даниил 6) ; Евреям разрешили вернуться в Иерусалим (2 Пар 36 Ездр 1). | 17 марта 2013      |
|           | |                    |
| 6         | Надежда (англ. Hope) Во время римской оккупации Израиля, Архангел Гавриил сообщает Марии, что она родит ребёнка (Лк. 1); Иосиф с Марий отправляются в Вифлеем для переписи, где родился Иисус (Лк. 2); Святое семейство убегает в Египет (Матфея 2); Иудея попадает под безжалостные правление Понтия Пилата, Иоанн Креститель крестит Иисуса (Мф. 3); Сатана искушает Иисуса в пустыне (Мф. 4); Иисус называет первым учеником Петра (Мф. 4).                                                                                      | 17 марта 2013      |
|           | |                    |
| 7         | Миссия (англ. Mission) Иисус накормил пять тысяч человек (Мф. 14), Иисус воскресил Лазаря (Ин. 11); Иисус входит в Иерусалим верхом на осле, Иисус изгоняет менял из Храма (Марк 11). | 24 марта 2013      |
|           | |                    |
| 8         | Предательство (англ. Betrayal) Каиафа уговаривает Иуду предать Иисуса, Иисус повергает учеников в смятение во время Тайной Вечери, Иисус молится в Гефсиманском саду (Марк 14), во время ареста Иисуса Петр отрезает ухо Малху, Иисус исцеляет Малха; Иисус перед синедрионом (Матфея 26). | 24 марта 2013      |
|           | |                    |
| 9         | Страсти (англ. Passion) Петр отрекаятся от Христа (Лк. 22) , Иуда повесился, Клавдия просит Пилата не распинать Иисуса (Матфея 27); Пилат приказывает высечь Иисуса и надеть на голову терновый венец (Ин. 19) , Иисус приговорен к смерти (Мф. 27), Иисус распят; Погребение Иисуса (Ин. 19). | 31 марта 2013      |
|           | |                    |
| 10        | Мужество (англ. Courage) Мария Магдалина идет к могиле Христа и узнает что он Воскрес (Ин. 20), Иисус поручает ученикам «идите и научите все народы крестя их во имя Отца и Сына и Святого Духа», прежде чем он Вознесся к Отцу (Деян. 1).Святой Дух приходит в день Пятидесятницы (Деян. 2); Стефана побивают камнями фарисеи (Деян. 7), Иисус призывает Павла (Деян. 9); мученичества учеников, апостол Иоанн на острове Патмос, Иоанн получает Откровение — Иисус вернется, и все, кто хранит веру в Иисуса будут вознаграждены. | 31 марта 2013      |
|           | |                    |

## В ролях
- Кит Дэвид — Рассказчик (10 эпизодов)
- Диого Моргадо в роли Иисуса Христа (5 эпизодов)
- Дауд Шах[англ.] в роли Апостола Петра (5 эпизодов)
- Пол Брайтвелл в роли Малха (4 эпизода)
- Рома Дауни в роли Марии, матери Иисуса (4 эпизода)
- Грег Хикс в роли Понтия Пилата (4 эпизода)
- Себастьян Кнапп[англ.] в роли Иоанна (4 эпизода)
- Эмбер Роуз Рева[англ.] в роли Марии Магдалены (4 эпизода)
- Адриан Шиллер в роли Каиафы (4 эпизода)
- Луиза Деламера в роли Клавдии (3 эпизода)
- Мэттью Гравель в роли Фомы (3 эпизода)
- Саймон Кунц[англ.] в роли Никодима (3 эпизода)
- Джо Вредден в роли Иуды (3 эпизода)
- Фрайзер Эйрс[англ.] в роли Вараввы (2 эпизода)
- Пол Марк Дэвис в роли Симона фарисея (2 эпизода)
- Пол Фриман в роли Самуила (2 эпизода)
- Уильям Хьюстон в роли Моисея (2 эпизода)
- Мелия Крейлинг в роли Вирсавии (2 эпизода)
- Даффер Лабидин в роли Урии (2 эпизода)
- Френсис Маджи в роли царя Саула (2 эпизода)
- Кон О’Нилл в роли Павла (1 эпизода)
- Стефани Леонидас в роли Раав (1 эпизод)
- Мохамен Мехди Оузанни в роли Сатаны (2 эпизода)
- Гари Оливер в роли Авраама (Аврама) (2 эпизода)
- Эндрю Скарборо в роли Иисуса Навина (2 эпизода)
- Клайв Вуд в роли Нафана (2 эпизода)
- Хара Йанас в роли Мелхолы (2 эпизода)
- Джасса Ахлувалиа в роли молодого Давида (1 эпизод)
- Лэнгли Кирквуд в роли старого Давида (1 эпизод)
- Нонсо Анози в роли Самсона (1 эпизод)
- Джейк Канусо в роли Даниила (2 эпизода)
- Сэм Дуглас в роли Царя Ирода (2 эпизода)
- Питер Гиннесс в роли Царя Навуходоносора (1 эпизод)
- Антонио Магро в роли Лота (1 эпизод)
- Пол Нопс в роли Адама (1 эпизод)
- Дарси Линкольн в роли Евы (1 эпизод)
- Конан Стивенс в роли Голиафа (1 эпизод)
- Кирстон Уэринг в роли Далилы (1 эпизод)
- Жозефина Батлер в роли Сарры
- Сана Музиан[англ.] в роли Марты
- Анисс Элкохен в роли Лазаря

## Саундтрек
Музыку к фильму написали Ханс Циммер и Лорн Балф, вокал Лиза Джеррард.
| №  | Название композиции     | Авторы                                       | Время |  |
| -- | ----------------------- | -------------------------------------------- | ----- |  |
| 1  | «Faith»                 | Ханс Циммер и Лорн Балф, вокал Лиза Джеррард | 12:49 |  |
| 2  | «In The Beginning»      | Ханс Циммер и Лорн Балф                      | 3:47  |  |
| 3  | «Roma’s Lament»         | Ханс Циммер и Лорн Балф, вокал Лиза Джеррард | 5:31  |  |
| 4  | «Hope»                  | Ханс Циммер и Лорн Балф, вокал Лиза Джеррард | 2:22  |  |
| 5  | «Journey»               | Ханс Циммер и Лорн Балф                      | 3:18  |  |
| 6  | «Zedekiah’s Sons»       | Ханс Циммер и Лорн Балф                      | 1:56  |  |
| 7  | «Daniel Prays»          | Ханс Циммер и Лорн Балф                      | 2:12  |  |
| 8  | «The Road to Jerusalem» | Ханс Циммер и Лорн Балф                      | 2:06  |  |
| 9  | «Pentecost»             | Ханс Циммер и Лорн Балф                      | 2:16  |  |
| 10 | «King David»            | Ханс Циммер и Лорн Балф                      | 1:42  |  |
| 11 | «I Am»                  | Ханс Циммер и Лорн Балф, вокал Лиза Джеррард | 3:45  |  |
| 12 | «Pray for Us»           | Ханс Циммер и Лорн Балф                      | 1:51  |  |
| 13 | «Free Us, Save Us»      | Ханс Циммер и Лорн Балф                      | 2:28  |  |
| 14 | «The Nativity»          | Ханс Циммер и Лорн Балф, вокал Лиза Джеррард | 4:34  |  |
| 15 | «Creation Choral»       | Ханс Циммер и Лорн Балф                      | 2:08  |  |
| 16 | «Rise Up In Faith»      | Ханс Циммер и Лорн Балф, вокал Лиза Джеррард | 2:45  |  |

## Съёмки
Мини-сериал с бюджетом в размере 22 миллиона долларов, был снят в начале 2012 года в Марокко и других странах с привлечением неизвестных театральных актёров.

## Критика
Проект получил смешанные отзывы от критиков, которые негативно оценивали персонажей и сценарий, но в то же время хвалили масштабность съемок. Тем не менее сериал нашёл успех в рейтингах, привлекая 13 млн зрителей на премьерном эпизоде, тем самым становясь самой наблюдаемой новой драматической программой в сезоне 2012-13 на телевидении.
Проект имел большой успех в рейтингах не только в США, но и в мире, а продажи DVD поставили рекорд за всю историю мини-сериалов, что привело продюсеров к выпуску шоу в кинотеатрах. Мини-сериал будет переработан в трехчасовой кинофильм для широкого проката. Программа была номинирована на три прайм-тайм премии «Эмми» в 2013 году.

### Двойник Барака Обамы
К мини-сериалу «Библия» возникли претензии из-за сходства между Мохамена Мехди Оузанни (который исполнил роль сатаны) с президентом США Бараком Обамой. Сходство было впервые отмечено Гленном Беком, во время премьеры первого эпизода.
Реакция «History Channel»:
«History Channel» глубоко уважает президента Обаму. Мини-сериал «Библия» был создан с участием международных актёров. Жаль, что некоторые сделали это ложное сходство между Обамой и сатаной (Мохамен Мехди Оузанни).
Реакция Барнетта и Дауни:
«Это абсурд. Актёр, сыгравший сатану, Мехди Оузанни весьма известный марокканский актёр. До избрания Барака Обамы Мехди Оузанни так же играл отрицательные роли в кинофильмах, основанных на Библии.»
Дауни добавила отдельно:
«Марк и я испытываем глубокое уважение и любовь к нашему президенту Обаме, который разделяет нашу христианскую веру. Ложные заявления, подобные этим, просто глупое отвлечение от красоты и истории Библии.»